# Coronidia boreada
Coronidia boreada är en fjärilsart som beskrevs av John Obadiah Westwood 1879. Coronidia boreada ingår i släktet Coronidia och familjen Sematuridae. Inga underarter finns listade i Catalogue of Life.